# Quinto Élio Tuberão
Quinto Élio Tuberão (em latim: Quintus Aelius Tubero; 74 a.C.–depois de 11 a.C.) foi um escritor, jurista e político romano da gente Élia eleito cônsul em 11 a.C. com Paulo Fábio Máximo. Tuberão era filho de Lúcio Élio Tuberão, um amigo de Cícero.

## História
Tuberão  lutou em 48 a.C. com os pompeianos em Farsalos e, quatro anos depois, discursou contra Cícero conta seu cliente, um tal Ligario ("Pro Ligario"), e perdeu. A partir daí passou a estudar direito com Aulo Ofílio.

## Família
Tuberão se casou com um filha de Sérvio Sulpício Rufo e o casal teve uma filha que tornar-se-ia mãe do jurista Caio Cássio Longino. É possível também que Tuberão seja o pai de Sexto Élio Cato, cônsul em 4 d.C.. Se for, ele foi o avô de Élia Pecina, esposa do futuro imperador romano Cláudio em 28.

## Obras
É possível que Tuberão seja o autor de uma história de Roma em 14 volumes atribuída a um "Aelius Tubero", que também pode ser seu pai. Esta obra se baseou no estilo de Valério Antias e Licínio Mácer e foi citada por Lívio e Dionísio de Halicarnasso.
Aulo Gélio atribui duas obras a Tuberão, "Ad C. Oppium" e "De Officio Judicis". Um terceiro livro não nomeado foi citado por Suetônio.